# بوبكر كوني
بوبكر صديقي كوني Boubacar Koné، من مواليد 21 أغسطس 1984 في مالي، لاعب كرة قدم مالي.
بدأ مسيرته الكروية مع نادي باماكو في عام 2003، ولعب معهم حتى عام 2005، وفي موسم 2006/2007 انتقل إلى نادي المريخ السوداني، ومنذ عام 2007 وهو يلعب مع نادي المغرب الفاسي.
و هو يلعب مع منتخب مالي لكرة القدم.

## روابط خارجية
- بوبكر كوني على موقع الاتحاد الدولي (مؤرشف)  (الإنجليزية)
- بوبكر كوني على موقع قاعدة بيانات كرة القدم.إي يو (الإنجليزية)
- بوبكر كوني على موقع ناشيونال فوتبول تيمز (الإنجليزية)
- بوبكر كوني على موقع Soccerway.com (الإنجليزية)
- بوبكر كوني على موقع أوليمبيديا (الإنجليزية)